# Campionatul Regional de Fotbal al României 1920-1921
'Sezonul 1920-1921 al Campionatul Regional de Fotbal al României a fost sezonul inaugural în care toate regiunile Regatului României au disputat meciuri sub tutela FRFA.

## Format
Campionatul a fost format din 5 ligi si 6 serii. Liga de Nord având 2 serii: Cluj și Oradea.
Iată configurația ligilor regionale.
Sud:    București
Vest:   Timișoara/Arad
Nord:   Cluj | Oradea
Centru: Târgu Mureș
Est:    Cernăuți

## Liga de Vest - Seria Timisoara-Arad

### Clasament
```
1. 
CA Timișoara
                        7   6  0  1  20- 4  12  [g.a. 5.00]
2. 
A.M.E.F. Arad
                       7   5  2  0  25- 9  12  [g.a. 2.78]
3. 
Chinezul Timișoara
                  7   4  1  2  18- 5   9
4. 
CA Arad
                             7   4  1  2   7- 7   9
5. 
SG Arad
                             7   3  2  2  12-13   8
6. 
Stăruința Arad
                      7   1  1  5   4-16   3
7. 
AVTK Timișoara
                      7   1  1  5   3-13   3
8. 
TVTSE Timișoara
                     7   0  0  7   3-25   0
```

## Liga de Nord

### Oradea

#### Clasament
```
1. 
CA Oradea
                           3   3  0  0  21- 0   6
2. 
Stăruința Oradea
                    3   2  0  1  16- 2   4
3. 
Înțelegerea Oradea
                  3   1  0  2   4- 5   2
4. 
SS Oradea
                           3   0  0  3   0-34   0
```

### Cluj

#### Clasament
```
1. 
Victoria Cluj
                       6   3  2  1  12- 5   8
2. 
CFR Cluj
                            6   3  2  1  10- 8   8
3. 
Academia Cluj
                       5   3  1  1  11- 5   7
4. 
CA Cluj
                             5   2  2  1   8- 5   6
5. 
Universitatea Cluj
                  5   1  2  2   6-11   4
6. 
RGM Cluj
                            5   1  0  4   4-13   2
7. 
Haggibor Cluj
                       4   0  1  3   3- 7   1
```

## Liga Centru - Seria Târgu Mureș

### Clasament
```
1. 
CS Târgu Mureș
                    3   2  1  0   7- 2   5
2. 
CA Târgu Mureș
                    3   1  1  1   4- 4   3
3. 
SS Târgu Mureș
                    3   1  0  2   4- 6   2
4. 
RGM Târgu Mureș
                   3   1  0  2   4- 7   2
```

## Liga de Est - Seria Cernăuți

### Clasament
```
1. 
Polonia Cernăuți
                    8   7  0  1  44-12  14
2. 
Jahn Cernăuți
                       8   6  0  2  29-11  12
3. 
Maccabi Cernăuți
                    8   4  3  1  21-10  11
4. 
Bucovinean Cernăuți
                 8   4  2  2  20-22  10
5. 
Dragoș Vodă Cernăuți
                8   3  2  3  16-13   8
6. 
Piale Zion Cernăuți
                 8   3  1  4  14-16   7
7. 
Internațional Cernăuți
              8   2  1  5  13-22   5
8. 
Dowbusch Cernăuți
                   8   1  1  6  13-34   3
9. 
Hakoah Cernăuți
                     8   1  0  7   5-35   2
```